# Guerra per delegació
Una guerra per delegació, guerra subsidiària, guerra per poders o guerra proxy, és un conflicte armat entre dos estats que actuen instrumentalitzant tercers com a substituts per a enfrontar-se. Aquestes guerres es donen a un context hostil i violent. La relació que hi ha generalment és a través del finançament, l'entrenament militar, la provisió d'armament i d'altres formes d'assistència militar que ajuden a l'esforç per a la guerra i a tenir una millor preparació.
En general, la intensitat i l'escalada del conflicte armat augmenta pel suport extern. Els bel·ligerants tenen menys possibilitats de participar en negociacions diplomàtiques, les conversacions de pau es fan més dificultoses i el dany a les infraestructures s'incrementa.

## Història

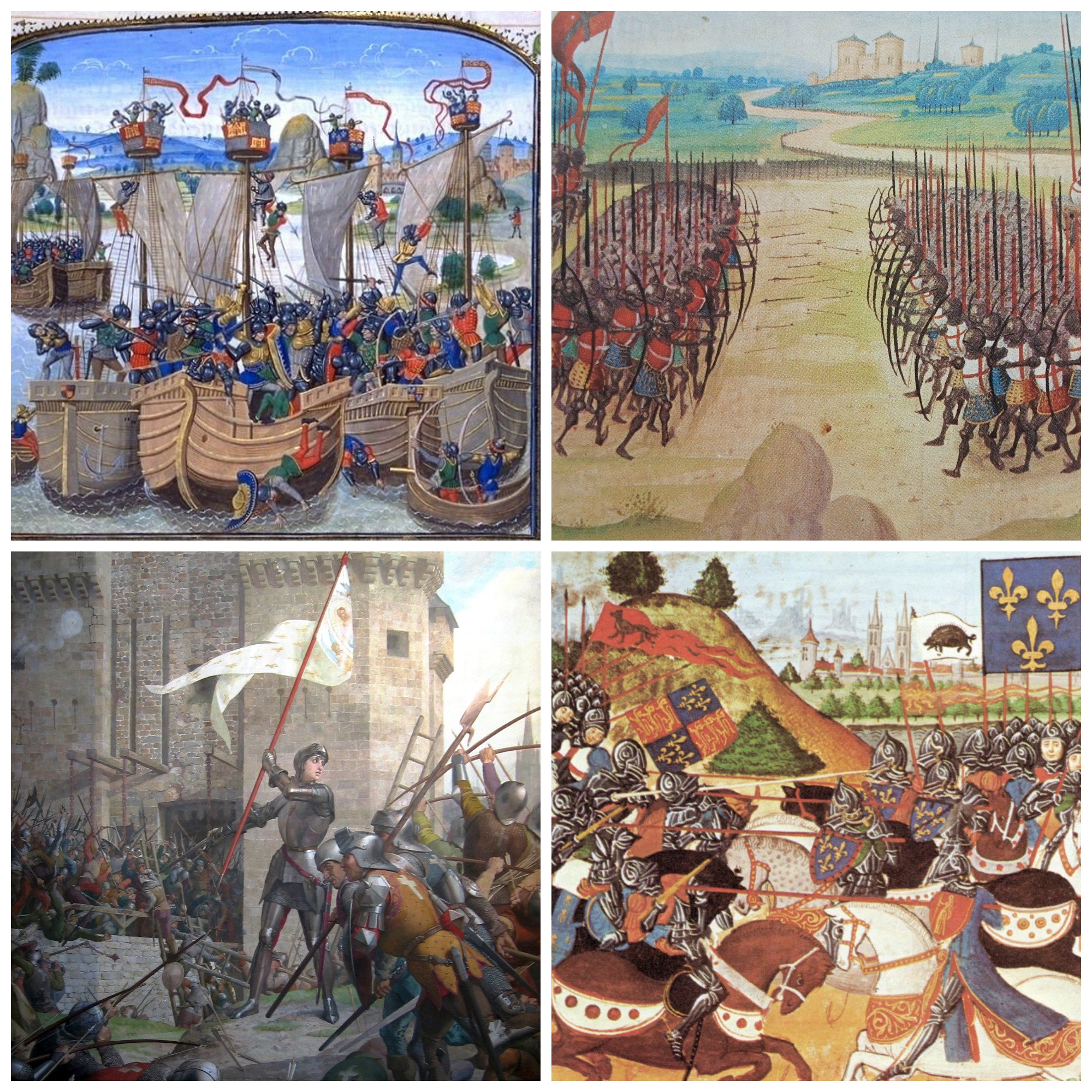
En el sentit de les agulles del rellotge i començant pel quadre superior esquerra: batalla de la Rochelle (1372), batalla d'Azincourt (1415), batalla de Patay (1429), setge d'Orleans (1428-1429).

Durant l'antiguitat clàssica i l'edat mitjana, nombrosos actors van ser introduïts al conflicte i es van aliar amb un dels contendents per a guanyar influència i promoure els seus interessos també religiosos. Alguns estats van considerar que la guerra per poders era l'extensió útil d'un conflicte existent, com ara el Regne de França i el Regne d'Anglaterra duran la Guerra dels Cent Anys (1337-1453), els quals van iniciar una pràctica de gran durada per a donar suport a la pirateria marítima.
Durant el segle xx, les guerres per delegació van prendre la forma més comuna dels estats que patrocinaven forces paraestatals utilitzant-les per a enderrocar el govern. Les guerres per poders van assumir una dimensió ideològica nacionalsocialista del Tercer Reich contra la ideologia comunista de la Unió Soviètica en una guerra oberta. Durant la Guerra Freda (1948-1991), la guerra per delegació va estar motivada pel temor que una guerra convencional entre els Estats Units d'Amèrica (EUA) i la Unió Soviètica derivés en un holocaust nuclear. El Govern soviètic va considerar que aquesta era una forma útil de combatre la influència de l'Organització del Tractat de l'Atlàntic Nord al món. Per la seva banda, els EUA van armar forces estrangeres com, per exemple, en la canalització de subministraments als mujahidins durant la guerra afgano-soviètica (1979-1989).
El conflicte araboisraelià va continuar amb una sèrie de guerres per poders després de les victòries d'Israel en la guerra araboisraeliana de 1948, la Guerra dels Sis Dies i la Guerra del Yom Kippur. Els membres de les coalicions, en no aconseguir el domini militar a través de la guerra convencional directa, van finançar organitzacions armades insurgents com Hesbol·là per a participar en un combat irregular contra l'Estat d'Israel.
Les guerres per delegació tenen un gran impacte, especialment en l'àmbit local. Una guerra subsidiària amb efectes significatius va ocórrer entre els EUA i la Unió Soviètica durant la Guerra del Vietnam (1959-1975). La campanya de bombardeig Operació Rolling Thunder va destruir infraestructures importants, fet que va dificultar la vida dels ciutadans de la República Democràtica del Vietnam, a més de les bombes que van matar directament milers de persones, també les que van explotar després.
Els governs de les democràcies occidentals poden optar per participar en una guerra per delegació quan la majoria de la seva població es declara contrària a una guerra convencional. Aquest va ser un factor important que va motivar els EUA a entrar per delegació en conflictes com la Guerra Civil siriana, després d'una sèrie de compromisos costosos i prolongats a l'Orient Mitjà. Els estats també poden recórrer a la guerra subsidiària per a evitar reaccions internacionals negatives de nacions aliades o organitzacions governamentals com les Nacions Unides, atès que els tractats de pau, les actes d'aliança i altres tractats internacionals prohibeixen la guerra directa.
La guerra per poders al Pròxim Orient entre Aràbia Saudita i l'Iran és un altre exemple del gran impacte destructiu d'aquest tipus de guerres. Aquest conflicte ha tingut greus conseqüències en la Guerra Civil siriana, en l'augment de l'Estat Islàmic, en la Guerra Civil iemenita i en el ressorgiment dels talibans a l'Afganistan.